# Watersteinstoren
De Watersteinstoren of Snellaert Duyckstoren was een middeleeuwse wachttoren in de Zuid-Hollandse stad Dordrecht ter plaatse van de huidige Vismarkt. 
De toren stond oorspronkelijk in het water – eerst direct aan de rivier en later aan de Nieuwe Haven – en was geen onderdeel van een stadsmuur. Het is zelfs twijfelachtig of hier langs de Varkenmarkt ooit een stenen stadsmuur heeft gestaan. Bij opgravingen in 2003 is hiervan tenminste geen spoor gevonden. Tijdens de bouw van de toren liep de kade ter hoogte van de huidige Varkenmarkt. Later werd de kade verder de haven in aangeplempt, waardoor de Watersteinstoren op het land kwam te staan. De terreinen aan de Varkenmarkt werden rond 1590 volgebouwd, toen de straat simpelweg werd aangeduid als "nieuwe strate". De nieuwe kade – de huidige Knolhaven – werd in de 17e eeuw Watersteinskaai genoemd.
Uit de opgraving door de ROB in 1971 is gebleken dat het oorspronkelijke plan om hier een zware verdedigingstoren te bouwen nooit is gerealiseerd, omdat de toren al tijdens de bouw sterk begon te verzakken en gecorrigeerd moest worden. Het gebouw is daarna met dunnere muren afgebouwd. In de 17e eeuw heeft de toren gefungeerd als stadstimmerhuis ("Stads Werk-Huys") en later als onderdeel van de lakenhal die ernaast was gebouwd. Toren en lakenhal werden in 1858 afgebroken om plaats te maken voor de gietijzeren vishal.

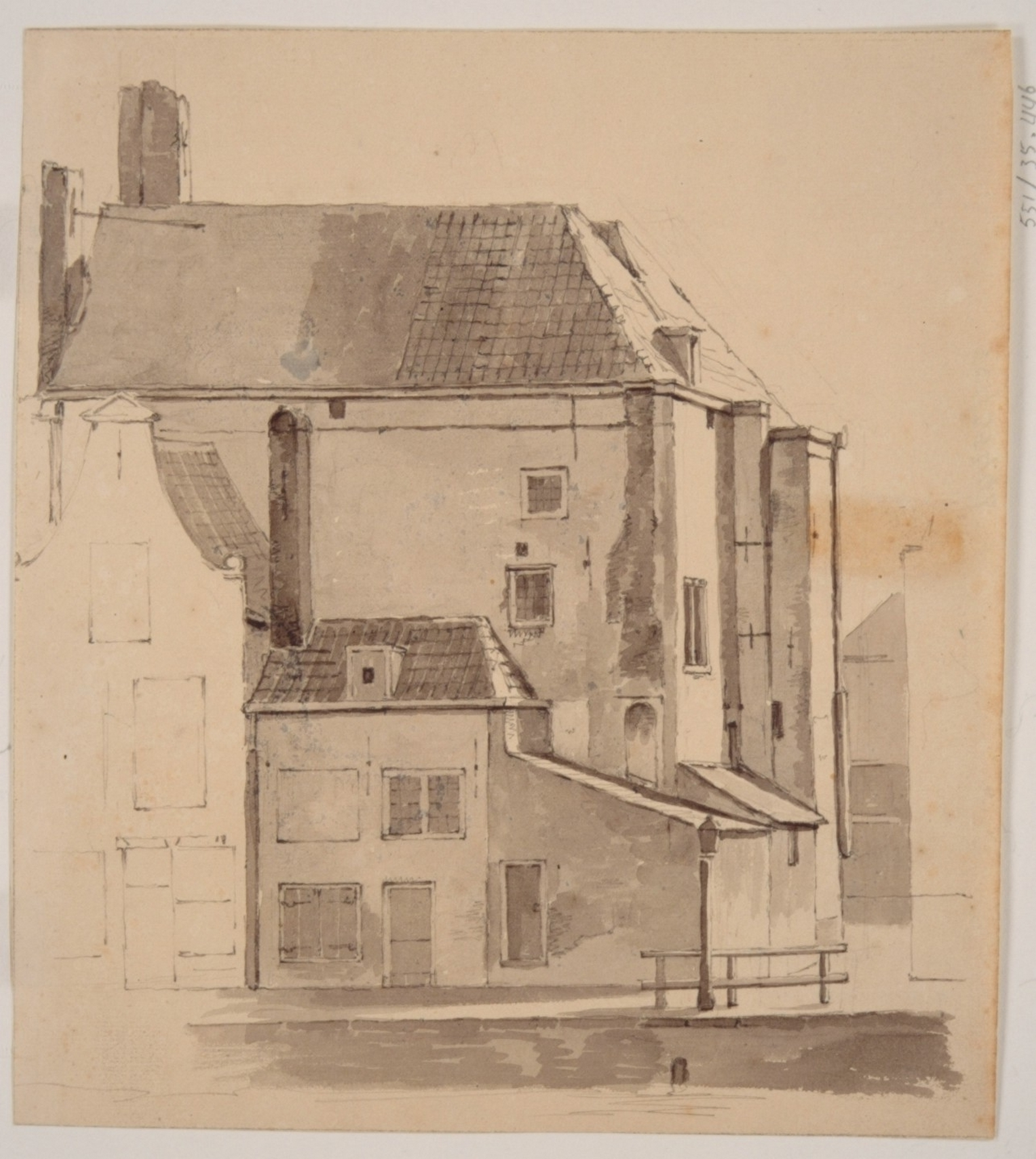
Johannes Rutten, Watersteinstoren aan de Knolhaven, gezien vanaf de Nieuwe Haven, ca. 1844, Regionaal Archief Dordrecht, inv. 551_35446